# Шабанов, Александр Михайлович
Алекса́ндр Миха́йлович Шаба́нов (29 ноября 1930 — 14 июня 2004) — российский врач, патолог, педагог, доктор медицинских наук (1969), профессор (1980). Заслуженный деятель науки РФ. Лауреат Государственной премии СССР в области науки и техники 1985 года. Действительный член Международной академии патологии (1991).
Пионер нового направления в медицине — электростимуляции репаративной регенерации, магнитоморфологии, лазерной и ультразвуковой морфологии.

## Биография
Родился в семье врачей.
В 1954 с отличием окончил лечебный факультет Саратовский медицинский институт. В 1957 — аспирантуру при кафедре патологической анатомии Саратовского мединститута.
После окончания аспирантуры работал в Новосибирске, где на базе кафедры патологической анатомии создал научную лабораторию Новосибирского Академгородока. В 1960, по приказу Минздрава СССР переведен в Актюбинский медицинский институт, где проработал 16 лет: ассистентом, доцентом, стал доктором наук и получил звание профессора, был проректором по научной работе и около года исполнял обязанности ректора Актюбинского мединститута.
С 1976 — заведующий кафедры патологической анатомии Калининского государственного медицинского института (ныне Тверской государственный медицинский университет).

## Научная деятельность
Специалист в области патологической анатомии профессиональных заболеваний — хромовой, фтористой интоксикации, паразитарных болезней, цереброваскулярных заболеваний, онкоморфологии и др.
Занимался вопросам вирусного и алкогольного поражения печени, онкологическим заболеваниям, магнитобиологии, исследовал реакцию тканей на воздействие новых видов энергии (лазерное излучение, магнитные поля, ультразвук), патологическую анатомию стоматологических заболеваний, оториноларингологию и болезни щитовидной железы.
Эксперт ВАК, член редакционного совета журнала «Архив патологии», Президиума Российского общества патологоанатомов и Правления Международного союза ассоциаций патологоанатомов, член Центральной учебно-методической комиссии по преподаванию патологической анатомии при Всероссийском учебно-научно-методическом центре по непрерывному медицинскому и фармацевтическому образованию Минздрава России. Был избран действительным членом Российского отделения Международной академии патологии.
Автор более 200 научных публикаций, 17 монографий, 2 патентов. Под его руководством защищено 45 диссертаций, в том числе 10 докторских.
А. М. Шабанов — автор «Методического руководства к практическим занятиям по патологической анатомии для преподавателей», «Руководства к практическим занятиям по патологической анатомии» (1-я и 2-я части) (1999—2002) и «Руководства к практическим занятиям по клинической патологии головы и шеи» (2000).

### Избранные труды
- «О морфологических изменениях сосудистых сплетений головного мозга при атеросклерозе и гипертонической болезни»
- «Альвеолярный эхинококкоз и морфологический анализ его химиотерапии»